# 다치바나촌 (이와테현)
다치바나촌(立花村)은 이와테현 와가군에 설치되었던 촌이다. 현재의 기타카미시에 해당한다.

## 연혁
- 1889년 4월 1일 - 정촌제 시행에 따라 다치바나 촌·구로이와 촌·히라사와 촌·유자와 촌의 합계 4개 촌이 합병해 신제인 히가시와가 군 다치바나 촌이 발족.
- 1896년 3월 29일  히가시와가군이 합병해 와가군이 부활 .와가군 다치바나 촌이 되었다.
- 1949년 4월 1일 - 오오지 다치바나가 구로사와지리 정에 편입.
- 1954년 1월 1일 - 잔부가 구로사와지리 정에 편입되어 폐지.